# Catedral de San Rafael (Madison)
La Catedral de San Rafael  (en inglés: Saint Raphael's Cathedral) es la parroquia Catedral de la diócesis de Madison que está situada en el centro de la ciudad de Madison, Wisconsin, en 222 West Main Street, Estados Unidos. En marzo de 2005, el edificio catedral situado en el 204 W. Main St. sufrió graves daños en un incendio y fue demolido. La comunidad parroquial se mantuvo activa, y tiene la intención de reconstruir la catedral. Para octubre de 2015, no se han anunciado planes definitivos para la reconstrucción.  A finales de 2012, un parque se construyó en el sitio anterior, llamado Plaza de la Catedral , y cuenta con un camino de la cruz.
El 9 de enero de 1946, el Papa Pío XII creó la Diócesis de Madison para un área de 11 condados en la zona suroeste del estado. Su Tterritorio fue tomado de la Arquidiócesis de Milwaukee y la Diócesis de La Crosse para formar la nueva diócesis. A continuación, San Rafael fue elegida como la Parroquia Catedral de la diócesis de Madison. En el momento de la elevación de la parroquia a una catedral, Mons. William Mahoney era el pastor.

## Véase también

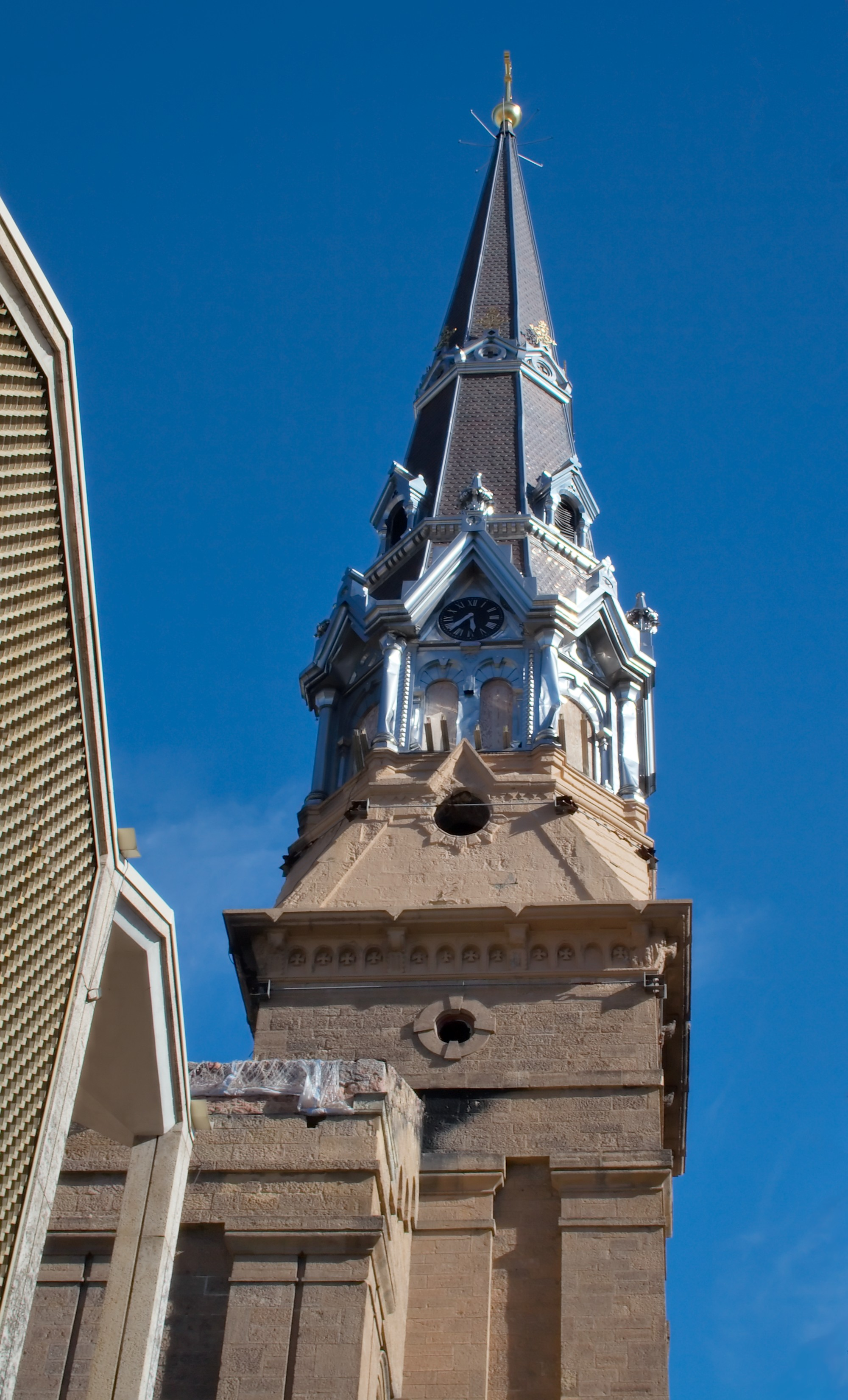
Vista de la torre